# 槐樹社
槐樹社（かいじゅしゃ）はかつて活動した日本の美術団体。1924年、油谷達、大久保作次郎、金井文彦、金澤重治、熊岡美彦、高間惣七、牧野虎雄、吉村芳松らによって創立され、発会後、斎藤与里、田辺至が加入した。1924年6月創立第一回展を開催。26年より機関誌『美術新論』を刊行。1931年解散。